# Heinrich Wilhelm von Huth

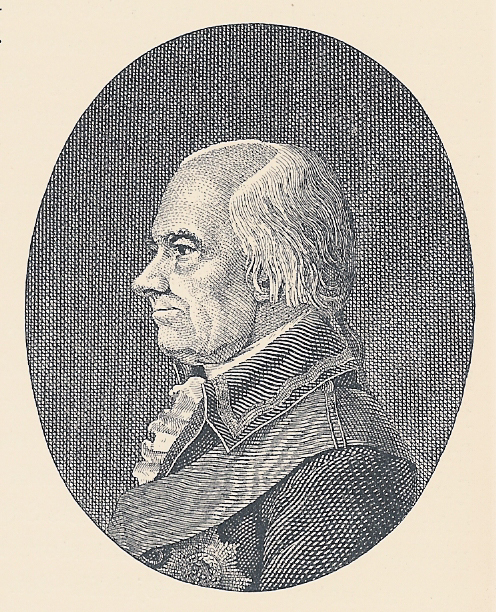
Heinrich Wilhelm von Huth.

Heinrich Wilhelm von Huth, född 17 augusti 1717, död 7 maj 1806, var en tysk-dansk militär.
Huth var officer vid artilleriet i hessisk tjänst, blev överste 1761, generalmajor 1764, deltog i sjuårskriget och inträdde 1765 som generallöjtnant av infanteriet i dansk tjänst. Här blev Huth 1771 chef för artilleriet och ingenjörskårerna och general av infanteriet 1772, varefter han samma år sändes till Norge för att ordna försvaret mot ett befarat svenskt infall. Huth grundlade i Norge dess officiella kartverk och blev efter återkomsten till Danmark statsminister 1784, vilken befattning han innehade till sin död, dock utan att från 1796 delta i statsrådets förhandlingar.